# Mr. Wiggles (fumetto)
(Mr.Wiggles parlando con una psicologa)
Mr.Wiggles (Rehabilitating Mr. Wiggles) è un fumetto disegnato da Neil Swaab e pubblicato settimanalmente negli Stati Uniti d'America da The New York Press, Real Detroit Weekly, New Times Broward-Palm Beach, The Toilet Paper, Rochester City Newspaper e The Badger Herald, in Italia da Internazionale ed in Russia da settembre 2008 su FHM, oltre che sul sito ufficiale.
Il fumetto è stato pubblicato in tre raccolte negli Stati Uniti, dai titoli Rehabilitating Mr. Wiggles Vol. 1, Attitude Featuring: Neil Swaab, Rehabilitating Mr. Wiggles e Rehabilitating Mr. Wiggles: Vol. 3, rispettivamente del 2002, del 2005 e del 2009. In Italia la prima raccolta è stata pubblicata nel novembre 2007 con il titolo Mr. Wiggles mentre in Russia con il titolo The New Life of Mr. Wiggles.. Nel 2009, in Italia, è stata pubblicata la seconda raccolta con il titolo Mr. Wiggles colpisce ancora.

## Personaggi

Mr. Wiggles e Neil in un episodio

Il personaggio principale del fumetto è Mr. Wiggles, un orsetto di peluche scurrile e pieno di vizi, tra i quali l'alcolismo, la tossicodipendenza e l'ipersessualità. Oltre a lui, l'altro personaggio co-protagonista è Neil, ragazzo ebreo ventiseienne con problemi di calvizie, di autostima e di relazione con le donne.
Questi sono gli unici due personaggi presenti costantemente nella serie, oltre ad essi figurano spesso bambini, una psicologa che segue Mr. Wiggles, donne che l'orsacchiotto tenta di sedurre, preti e, in alcune strisce, Gesù.

## Raccolte
- Mr. Wiggles colpisce ancora. 2009, Internazionale. ISBN 9788889674499.
- Mr. Wiggles. 2007, Internazionale. ISBN 9788889674284.
- (EN)  Rehabilitating Mr. Wiggles: Vol. 3. 2009, B&W Trade Pub. ISBN 9780972218214.
- (RU)  The New Life of Mr.Wiggles (Новая жизнь мистера Уиглза). 2008, Ural State University (Уральского государственного университета). ISBN 9785752518133.
- (EN)  Neil Swaab: Rehabilitating Mr. Wiggles. 2005, Nantier Beall Minoustchine Publishing. ISBN 9781561634286.
- (EN)  Rehabilitating Mr. Wiggles. 2002, Neil Swaab. ISBN 9780972218207.